# La ciruela
La ciruela es un óleo sobre lienzo del pintor francés Édouard Manet terminado en 1877 que se encuentra en la National Gallery of Art desde 1971.

## Descripción
En él se observa a una mujer pelirroja con la mirada perdida en un café con su mano izquierda reposada sobre la mesa con un cigarrillo y apoyando su cabeza en la derecha frente a un vaso de brandy con una ciruela dentro. La mujer probablemente sea la actriz Ellen Andrée  en el Café de la Nouvelle Athènes y la escena nos recuerda a “El ajenjo” de Edgar Degas.

## Historia
Apareció por primera vez en la revista La Vie moderne (1880) de Georges Charpentier y se le vendió a Charles Deudon en 1881. Al fallecer su viuda le vendió la obra al galerista  Paul Rosenberg quien la expuso varias veces en la galería de Georges Wildenstein en Nueva York
En 1927, estaba en la colección del banquero estadounidense Arthur Sachs (1880-1975) hasta que se la vendió en 1948 al marchante Knoedler quien la revendió a Paul Mellon en 1961.